# یوهی ایواساکی
یوهی ایواساکی (ژاپنی: 岩﨑 陽平؛ زادهٔ ۲۴ مارس ۱۹۸۷) یک بازیکن فوتبال اهل ژاپن است.
از باشگاه‌هایی که در آن بازی کرده‌است می‌توان به باشگاه فوتبال آلبیرکس نیگاتا و باشگاه فوتبال گیفو اشاره کرد.